# برایان بیوان (بازیکن فوتبال)
برایان بیوان (انگلیسی: Brian Bevan؛ زادهٔ ۲۰ مارس ۱۹۳۷) بازیکن فوتبال اهل بریتانیا است.
از باشگاه‌هایی که در آن بازی کرده‌است می‌توان به باشگاه فوتبال بریستول سیتی، باشگاه فوتبال کارلایل یونایتد، باشگاه فوتبال ویموث، و باشگاه فوتبال میلوال اشاره کرد.